# Cattedrale dell'Immacolata Concezione (Ternopil')
La cattedrale dell'Immacolata Concezione della Beata Vergine Maria, già chiesa domenicana, è una cattedrale greco-cattolica ucraina a Ternopil', in Ucraina, dell'arcidiocesi di Ternopil-Zboriv. Costruita a metà del XVIII secolo in stile tardo barocco, la cattedrale è uno dei luoghi caratteristici della città di Ternopil'.

## Storia
La chiesa fu progettata da August Moszyński (anche se per molto tempo fu erroneamente attribuita a Jan de Witte). L'interno fu dipinto da Stanisław Stroiński, mentre gli affreschi delle navate laterali sono di Józef Chojnicki. Le sculture furono completate da Sebastian Fesinger. La costruzione dell'edificio cattolico iniziò nel 1749, sul luogo dove un tempo sorgeva un'antica chiesa rutena, terminando trent'anni dopo. Il primo nome dato alla cattedrale era Chiesa di San Vincenzo Ferrer.
Non appena l'edificio fu completato, l'allora maestro di Ternopil', il magnate polacco Józef Potocki, consegnò la chiesa all'Ordine domenicano. Venivano pagati annualmente 6000 złoty per il mantenimento della chiesa. Ben presto, i monaci aggiunsero alla chiesa cattolica un edificio a celle a due piani e trasformarono il complesso in un monastero domenicano. Tra la chiesa e le celle fu costruito un accogliente cortile all'italiana.
Nella prima metà dell'Ottocento il complesso della chiesa apparteneva ai monaci gesuiti, che aprirono un collegio nei locali monastici. Tuttavia, i monaci domenicani ripresero del complesso religioso nel 1903 e restaurarono la chiesa cattolica caduta in rovina. In particolare, sotto la direzione dell'architetto Władysław Sadłowski, costruirono una nuova cupola, restaurarono gli affreschi originali e decorarono le pareti con nuovi dipinti, installarono un organo e altri altari.
Dal 20 al 22 ottobre 1851 l'imperatore Francesco Giuseppe I si recò a Ternopil' mentre si teneva un incontro formale nella chiesa domenicana della città.
Durante la seconda guerra mondiale la cattedrale domenicana - la stessa dell'intera città - subì gravi distruzioni. Venne completamente restaurata pochi anni dopo la fine della guerra. Durante il periodo sovietico, i locali della chiesa furono adibiti a pinacoteca e solo nel 1989 la chiesa riprese la sua funzione religiosa. Passata alla comunità greco-cattolica di Ternopil', fu ribattezzata Cattedrale dell'Immacolata Concezione della Beata Vergine Maria.

## Descrizione

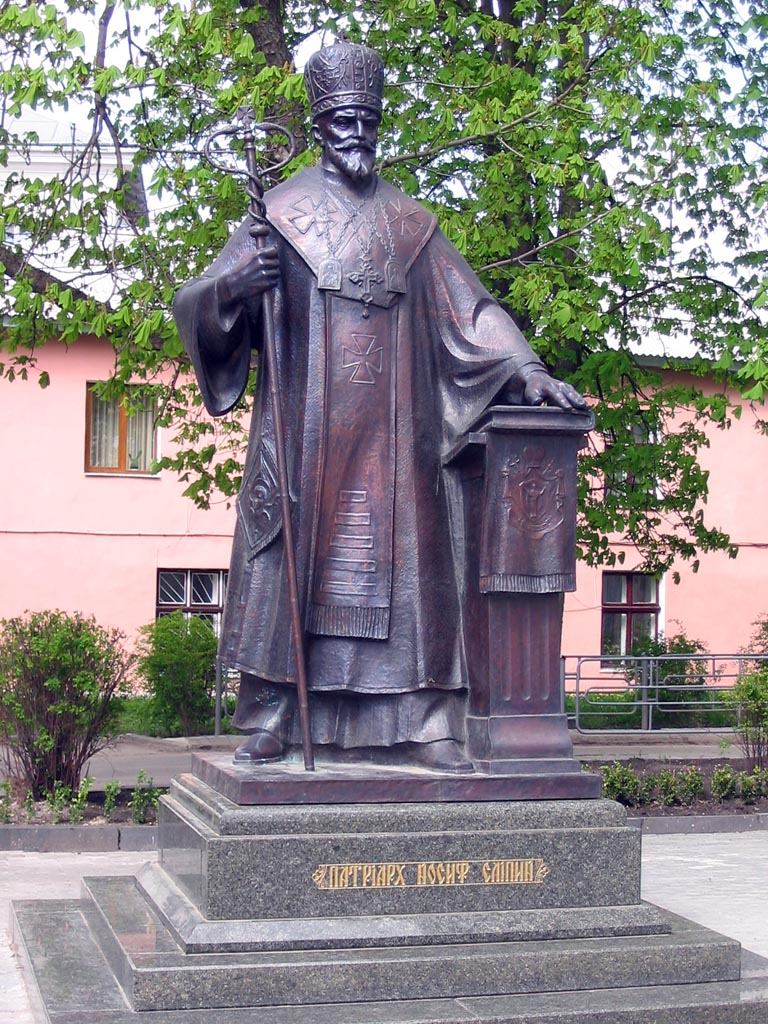
Statua del cardinale e arcivescovo Josyf Slipyj

La chiesa possedeva nove altari: centrale, di San Vincenzo e laterali. In seguito invece sono state poste lateralmente le copie delle icone miracolose delle regioni di Ternopil': Zarvanytsia, Pochaiv, Terebovlia e Ternopil'. Nel monastero si trovano l'Archivio di Stato dell'Oblast di Ternopil'.
Di fronte alla chiesa è allestito un parco dove è installato un monumento al principe Danilo di Galizia. A sinistra della chiesa nel 2004 è stato dedicato un monumento al cardinale e arcivescovo Josyf Slipyj.